# Gaétan Landry
Pour les articles homonymes, voir Landry.
Pas d'image ? Cliquez ici

a Compétitions nationales et continentales officielles uniquement.

Dernière mise à jour le 26 avril 2012.
Gaétan Landry, né le 6 juin 1987, est un joueur français de rugby à XV qui évolue au poste de pilier au sein de l'effectif du Avenir castanéen depuis 2011.